# PGAグランドスラム・オブ・ゴルフ
PGAグランドスラム・オブ・ゴルフ（PGA Grand Slam of Golf）は男子ゴルフの4大メジャー大会（マスターズ、全米オープン、全英オープン、全米プロ）優勝者を集めて行われていた非公式のゴルフトーナメントである。主催は全米プロゴルフ協会（PGA of America）。
この大会の前身は1962年から開催されたNBCのテレビマッチ「ワールドシリーズ・オブ・ゴルフ」であり、1975年まで開催された（この後、ワールドシリーズは1976年からPGAの正式なツアー競技に昇格。1999年から世界ゴルフ選手権シリーズ指定大会となり、2006年から現在のブリヂストンインビテーショナルとなる）。
PGAグランドスラムはその後継大会として1979年から始まり、1983年から1985年、1987年を除き毎年開催されていた。1979年の第1回大会から1990年までは1日間18ホール、1991年以降は2日間36ホールストロークで実施された。ただし1998年と1999年はマッチプレーで行われた。2013年実績賞金総額は135万ドル。優勝賞金60万ドル。
大会の模様はTNTで中継録画され、後日BSジャパンやテレビ東京でも放映されていた。
2014年の大会ではローリー・マキロイがメジャー2勝を挙げたため、補欠としてアダム・スコットが出場予定だったが、同時期に日本で開催される日本オープン出場のため欠場し、代わりにジム・フューリクが出場した。
2015年は当初ドナルド・トランプが所有するトランプ・ナショナルGCロサンゼルスで開催予定だったが、大統領選の演説による暴言で全米プロゴルフ協会は開催地を白紙化した。その後全米プロゴルフ協会は開催コースの確保が困難なため中止する決断を下した。ジョーダン・スピース（Masters, U.S. Open）、ザック・ジョンソン（Open）、ジェイソン・デイ（PGA）、マルティン・カイマー（a）が出場予定だった。2016年、全米プロゴルフ協会は大会の終了を正式発表した。
18ホールのストローク記録は2004年最終日にフィル・ミケルソンが記録した59である。

## 開催コース
| Years     | 開催コース                               | 開催地                           |
| --------- | ---------------------------------------- | -------------------------------- |
| 2009–2014 | ポートロイヤル・ゴルフコース             | バミューダ諸島 サウサンプトン    |
| 2007–2008 | ミッドオーシャンクラブ                   | バミューダ諸島 タッカーズタウン  |
| 1994–2006 | Poipu Bay Golf Course                    | Koloa, HI                        |
| 1992–1993 | PGAウェスト・ニクラスゴルフコース        | La Quinta, CA                    |
| 1991      | Kauai Lagoons Resort                     | カウアイ島                       |
| 1986–1990 | Kemper Lakes Golf Club                   | Kildeer, IL                      |
| 1982      | PGAナショナル・ゴルフクラブ              | フロリダ州パームビーチガーデンズ |
| 1981      | Breakers West Golf Course                | West Palm Beach, FL              |
| 1980      | ヘイゼルティン・ナショナル・ゴルフクラブ | Chaska, MN                       |
| 1979      | オークヒル・カントリークラブ             | Rochester, NY                    |

## 結果
| 年      | 優勝                                                                      | 2位                                                                       | 3位                                                                   | 4位                                                                              |
| ------- | ------------------------------------------------------------------------- | ------------------------------------------------------------------------- | --------------------------------------------------------------------- | -------------------------------------------------------------------------------- |
| 2014    | マルティン・カイマー (U.S. Open)                                          | バッバ・ワトソン (Masters)                                                | ローリー・マキロイ (Open, PGA)                                        | ジム・フューリク (a)                                                             |
| 2013    | アダム・スコット (Masters)                                                | ジャスティン・ローズ (U.S. Open)                                          | ジェイソン・ダフナー (PGA)                                            | パドレイグ・ハリントン (a)                                                       |
| 2012    | パドレイグ・ハリントン (a)                                                | ウェブ・シンプソン (U.S. Open)                                            | (tie) キーガン・ブラッドリー (a) & バッバ・ワトソン (Masters)         | (tie) キーガン・ブラッドリー (a) & バッバ・ワトソン (Masters)                    |
| 2011    | キーガン・ブラッドリー (PGA)                                              | シャール・シュワーツェル (Masters)                                        | ローリー・マキロイ (U.S. Open)                                        | ダレン・クラーク (Open)                                                          |
| 2010    | アーニー・エルス (a) [2/2]                                                | デビッド・トムズ (a)                                                      | (tie) マルティン・カイマー (PGA) & グレーム・マクドウェル (U.S. Open) | (tie) マルティン・カイマー (PGA) & グレーム・マクドウェル (U.S. Open)            |
| 2009    | ルーカス・グローバー (U.S. Open)                                          | アンヘル・カブレラ (Masters)                                              | スチュワート・シンク (Open)                                           | 梁容銀 (PGA)                                                                     |
| 2008    | ジム・フューリク (a) [2/2]                                                | パドレイグ・ハリントン (Open, PGA)                                        | レティーフ・グーセン (a)                                              | トレバー・イメルマン (Masters)                                                   |
| 2007    | アンヘル・カブレラ (U.S. Open)                                            | パドレイグ・ハリントン (Open)                                             | ジム・フューリク (a)                                                  | ザック・ジョンソン (Masters)                                                     |
| 2006    | タイガー・ウッズ (Open, PGA) [7/7]                                        | ジム・フューリク (a)                                                      | ジェフ・オギルビー (U.S. Open)                                        | マイク・ウェア (a)                                                               |
| 2005    | タイガー・ウッズ (Masters, Open) [6/7]                                    | フィル・ミケルソン (PGA)                                                  | マイケル・キャンベル (U.S. Open)                                      | ビジェイ・シン (a)                                                               |
| 2004    | フィル・ミケルソン (Masters)                                              | ビジェイ・シン (PGA)                                                      | レティーフ・グーセン (U.S. Open)                                      | トッド・ハミルトン (Open)                                                        |
| 2003    | ジム・フューリク (U.S. Open) [1/2]                                        | マイク・ウェア (Masters)                                                  | ショーン・ミキール (PGA)                                              | ベン・カーティス (Open)                                                          |
| 2002    | タイガー・ウッズ (Masters, U.S. Open) [5/7]                               | (tie) ジャスティン・レナード (a) & デービス・ラブ3世 (a)                  | (tie) ジャスティン・レナード (a) & デービス・ラブ3世 (a)              | リッチ・ビーム (PGA)                                                             |
| 2001    | タイガー・ウッズ (Masters) [4/7]                                          | デビッド・トムズ (PGA)                                                    | レティーフ・グーセン (U.S. Open)                                      | デビッド・デュバル (Open)                                                        |
| 2000    | タイガー・ウッズ (U.S. Open, Open, PGA) [3/7]                             | ビジェイ・シン (Masters)                                                  | トム・レーマン (a)                                                    | ポール・エイジンガー (a)                                                         |
| 1999    | タイガー・ウッズ (PGA) [2/7]                                              | デービス・ラブ3世 (a)                                                     | ホセ・マリア・オラサバル (Masters)                                    | ポール・ローリー (Open)                                                          |
| 1998    | タイガー・ウッズ (a) [1/7]                                                | ビジェイ・シン (PGA)                                                      | リー・ジャンセン (U.S. Open)                                          | マーク・オメーラ (Masters, Open)                                                 |
| 1997    | アーニー・エルス (U.S. Open)                                              | タイガー・ウッズ (Masters)                                                | デービス・ラブ3世 (PGA)                                               | ジャスティン・レナード (Open)                                                    |
| 1996    | トム・レーマン (Open)                                                     | スティーブ・ジョーンズ (U.S. Open)                                        | ニック・ファルド (Masters)                                            | マーク・ブルックス (PGA)                                                         |
| 1995    | ベン・クレンショー (Masters)                                              | (tie) スティーブ・エルキントン (PGA) & コリー・ペイビン (U.S. Open)       | (tie) スティーブ・エルキントン (PGA) & コリー・ペイビン (U.S. Open)   | ジョン・デーリー (Open)                                                          |
| 1994    | グレグ・ノーマン (a) [3/3]                                                | ニック・プライス (Open, PGA)                                              | アーニー・エルス (U.S. Open)                                          | ホセ・マリア・オラサバル (Masters)                                               |
| 1993    | グレグ・ノーマン (Open) [2/3]                                             | ポール・エイジンガー (PGA)                                                | (tie) リー・ジャンセン (U.S. Open) & ベルンハルト・ランガー (Masters) | (tie) リー・ジャンセン (U.S. Open) & ベルンハルト・ランガー (Masters)            |
| 1992    | ニック・プライス (PGA)                                                    | トム・カイト (U.S. Open)                                                  | フレッド・カプルス (Masters)                                          | ニック・ファルド (Open)                                                          |
| 1991    | イアン・ウーズナム (Masters)                                              | イアン・ベーカーフィンチ (Open)                                           | ペイン・スチュワート (U.S. Open)                                      | ジョン・デーリー (PGA)                                                           |
| 1990    | アンディ・ノース (a) [2/2]                                                | クレイグ・スタドラー (a)                                                  | ペイン・スチュワート (PGA)                                            | カーティス・ストレンジ (U.S. Open) (replaced by マイク・ディトカ due to illness) |
| 1989    | カーティス・ストレンジ (U.S. Open)                                        | クレイグ・スタドラー (a)                                                  | イアン・ベーカーフィンチ (a)                                          | グレグ・ノーマン (a)                                                             |
| 1988    | ラリー・ネルソン (PGA)                                                    | (tie) ラリー・マイズ (Masters) & スコット・シンプソン (U.S. Open)         | (tie) ラリー・マイズ (Masters) & スコット・シンプソン (U.S. Open)     | グレグ・ノーマン (a)                                                             |
| 1987    | No tournament                                                             | No tournament                                                             | No tournament                                                         | No tournament                                                                    |
| 1986    | グレグ・ノーマン (Open) [1/3]                                             | ファジー・ゼラー (a)                                                      | (tie) ジャック・ニクラス (Masters) & ボブ・ツエー (PGA)               | (tie) ジャック・ニクラス (Masters) & ボブ・ツエー (PGA)                          |
| 1983–85 | No tournament                                                             | No tournament                                                             | No tournament                                                         | No tournament                                                                    |
| 1982    | ビル・ロジャース (Open)                                                   | デビッド・グラハム (U.S. Open)                                            | ラリー・ネルソン (PGA)                                                | トム・ワトソン (Masters)                                                         |
| 1981    | リー・トレビノ (a)                                                        | トム・ワトソン (Open)                                                     | ジャック・ニクラス (U.S. Open)                                        | セベ・バレステロス (Masters)                                                     |
| 1980    | ラニー・ワドキンス (a)                                                    | ヘール・アーウィン (U.S. Open)                                            | (tie) デビッド・グラハム (PGA) & ファジー・ゼラー (Masters)           | (tie) デビッド・グラハム (PGA) & ファジー・ゼラー (Masters)                      |
| 1979    | (tie) ゲーリー・プレーヤー (Masters) & アンディ・ノース (U.S. Open) [1/2] | (tie) ゲーリー・プレーヤー (Masters) & アンディ・ノース (U.S. Open) [1/2] | (tie) ジョン・マハフィー (PGA) & ジャック・ニクラス (Open)            | (tie) ジョン・マハフィー (PGA) & ジャック・ニクラス (Open)                       |

Note: a=特別参加者